# Іакінф (Бічурін)
Іакінф (в миру Мики́та Я́кович Бічу́рін; *1777 — †1853) — архімандрит Православної російської церкви; дипломат, сходознавець і мандрівник, знавець китайської мови, один з основоположників російської синології. Член-кореспондент Імператорської Санкт-Петербурзької академії наук (з 17 грудня 1828 року).

## Біографія
Син сільського дяка, чуваш. У 1799 році закінчив духовну семінарію в Казані.
У 1807—1822 роках був архімандритом російської духовної місії в Пекіні, де досконало вивчив китайську мову і зібрав багато матеріалів, які пізніше використав у численних наук, працях з мови, історії, культури, етнографії і філософії Китаю.
У 1822 році за «байдужість» до релігійних справ був позбавлений сану архімандрита, а у 1823 році засланий до Валаамського монастиря. З 1826 року — перекладач Азійського департаменту.
З 1828 року — член-кореспондент АН, з 1831 року — член Паризького азійського товариства.